# 코엔히가시구치역
코엔히가시구치역(일본어: 公園東口駅, こうえんひがしぐちえき)은 일본 오사카부 스이타시에 있는 오사카 고속철도 사이토 선의 역이다. 역 번호는 51이다.
만박 기념 경기장의 근처역으로, 니혼 정원 등 엑스포 기념공원 내 일부 시설에 대해서도 본 역 접근성이 더 우수하다.

## 역 구조
섬식 승강장 1면 2선을 가진 고가역이다. 개찰구와 대합실은 2층, 승강장은 3층에 있다. 개찰구는 1곳만 있다. 많은 승객에 대비한 목적으로 대합실은 다른 역보다 폭이 넓게 지어져 있다.
반파쿠 기념공원이나 만박 기념 경기장에는 2층 개찰구에서부터 계단을 내려가지 않고 동일 층에서 갈 수 있다. 본선의 역 같은 일반 열차가 진입 가능한 로터리는 역 바로 앞에 없지만 200m 정도 동쪽으로 버스 로터리가 있는 엑스포 기념 스타디움에서 큰 행사가 없을 때는 낮 시간에만 일반 차량의 일시 진입도 가능하다.

#### 승강장
| 승강장 | 노선        | 행선                          |
| ------ | ----------- | ----------------------------- |
| 1      | ■ 사이토 선 | 사이토니시 방면               |
| 2      | ■ 사이토 선 | 반파쿠키넨코엔・센리추오 방면 |

## 역 주변
- 반파쿠 기념공원 히가시구치
  - 니혼 정원
  - 국립민족학박물관
  - 오사카 니혼 민예관
  - 만박 기념 경기장
  - 시립 스이타 사커 스타디움 - J리그 감바 오사카의 홈 그라운드. 시합 개최 시에는 오사카 모노레일 노선(본선)의 직통 운전(행선지 변경)이 수행하는 경우가 있다.
- 이바라키 시립 세이료 중학교

## 역사
당초 계획은 본 역의 설치는 포함되지 않았다. 그러나 J리그가 출범하면서 만박 기념 경기장을 홈 그라운드로 하는 감바 오사카의 관람객의 수송에는 반파쿠키넨코엔 역에서 거리가 있으면 당시의 만박 기념 협회가 강한 오사카 부에 압박적이었다. 따라서, 역이 정비되었지만 역과 엑스포 공원의 동쪽 출입구 게이트와 기념 경기장의 접근도 기본적으로 오사카 부가 부담하게 되어 건설하게 되었다.
- 1998년 10월 1일: 국제문화공원도시선 만박기념공원 ~ 오사카 대학교 병원 앞역 간 개통과 동시에 영업 개시.

## 인접역
| 오사카 고속철도 ■ 사이토 선           | 오사카 고속철도 ■ 사이토 선 | 오사카 고속철도 ■ 사이토 선       |
| ------------------------------------- | --------------------------- | --------------------------------- |
| 17 반파쿠키넨코엔 반파쿠키넨코엔 방면 |                             | 한다이뵤인마에 52 사이토니시 방면 |